# Gemmingen
Gemmingen (MAF: /ˈɡɛmɪŋən/, posłuchajⓘ) – miejscowość i gmina w Niemczech, w kraju związkowym Badenia-Wirtembergia, w rejencji Stuttgart, w regionie Heilbronn-Franken, w powiecie Heilbronn, wchodzi w skład wspólnoty administracyjnej Eppingen. Leży w Kraichgau, ok. 18 km na zachód od Heilbronn, przy drodze krajowej B293 i linii kolejowej Heilbronn–Bruchsal.

## Galeria

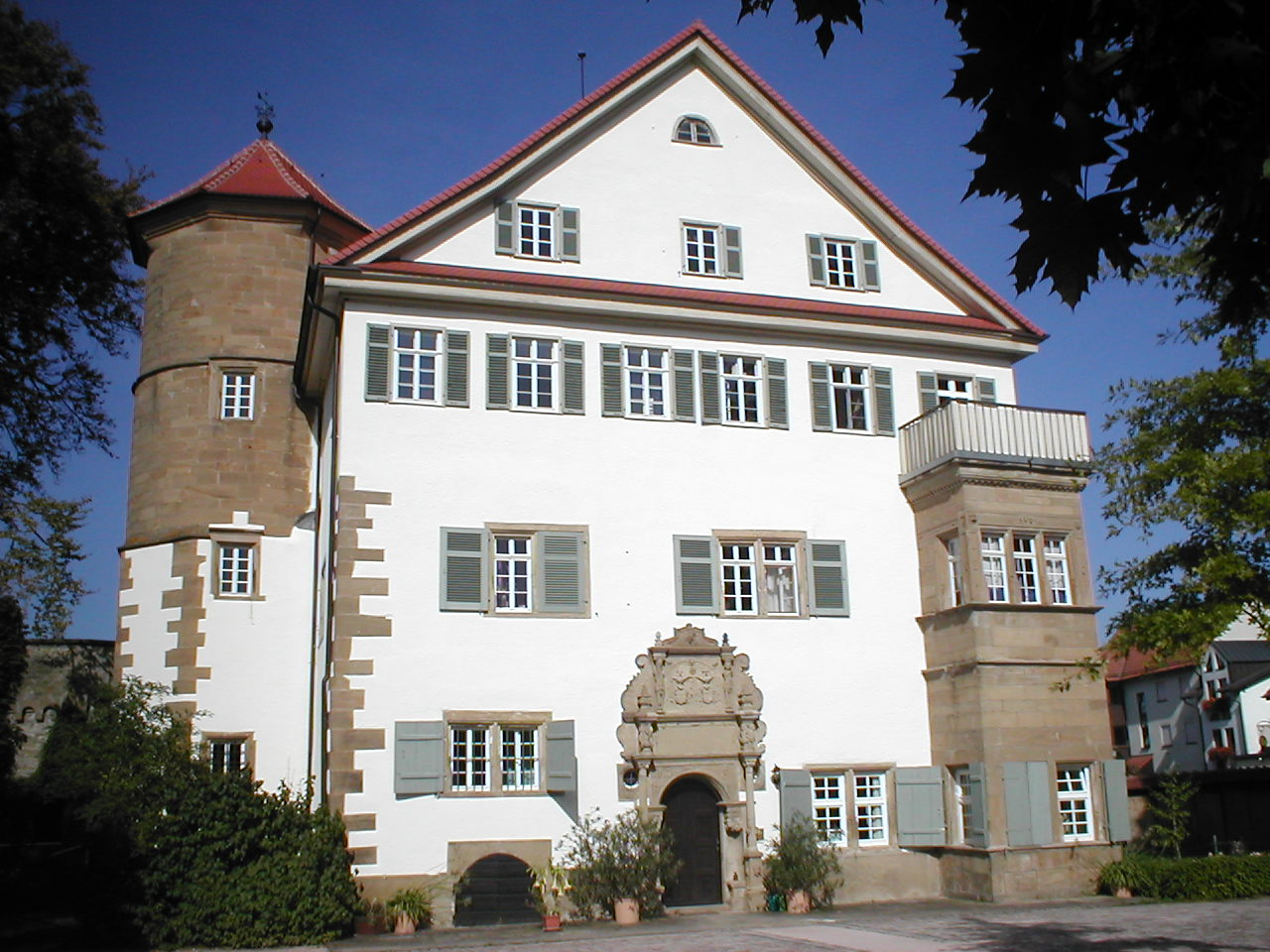
Zamek
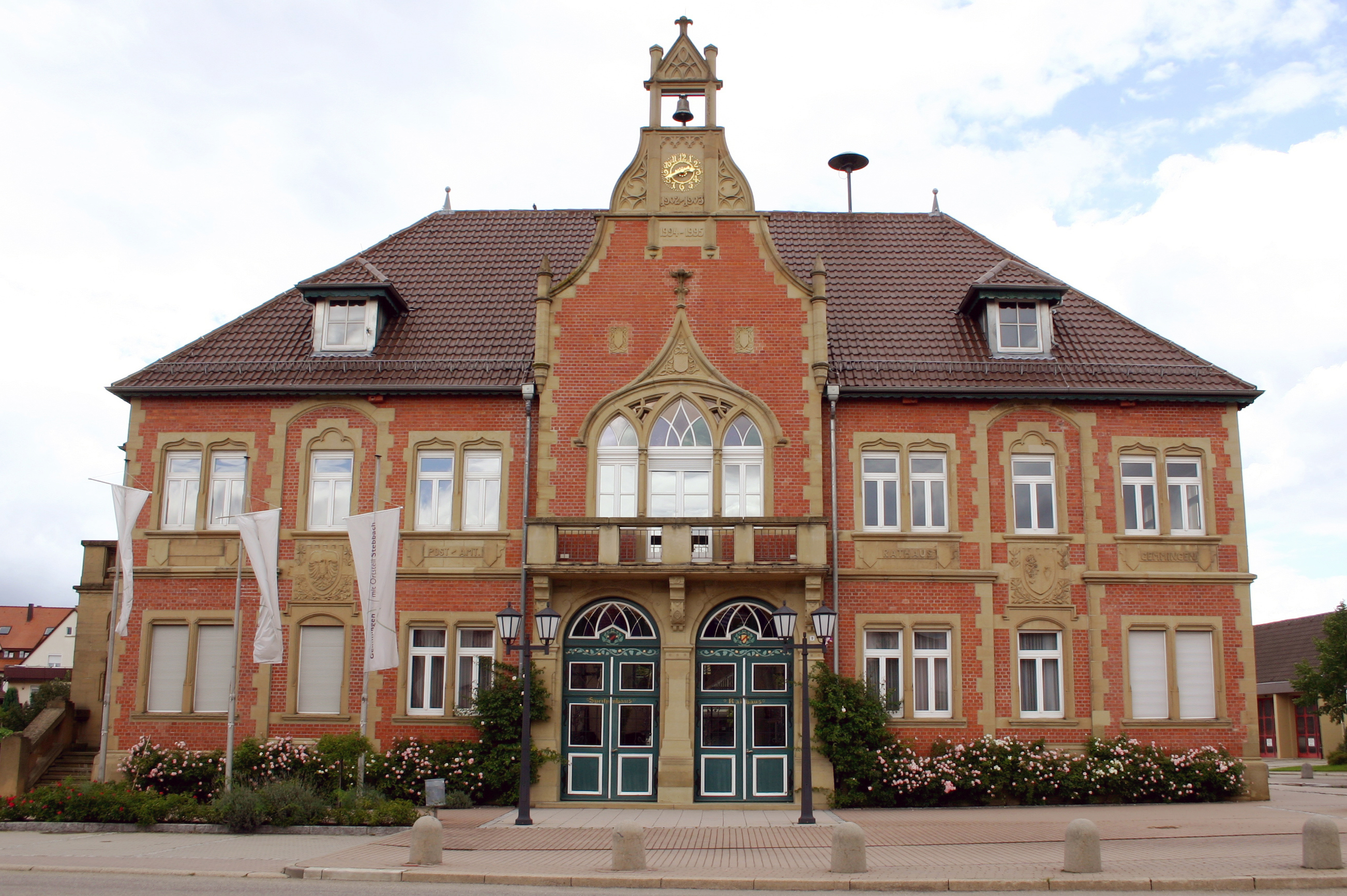
Ratusz
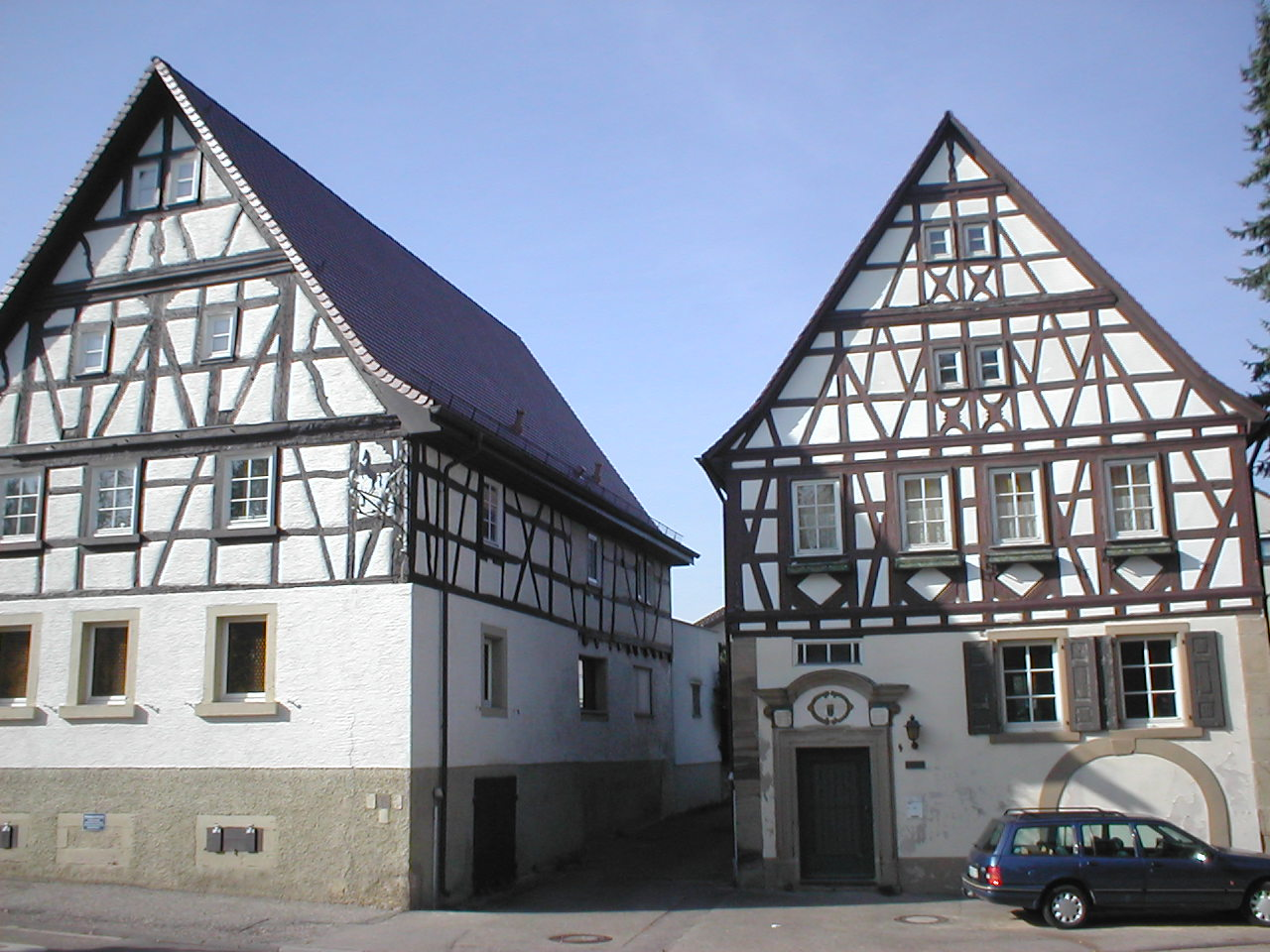
Ratusz w dzielnicy Stebbach